# Arlie Schardt
Arlie Alfred Schardt (Milwaukee, Wisconsin, 24 d'abril de 1895 - Clearwater, Florida, 2 de març de 1980) fou un atleta estatunidenc que va competir a començaments del segle xx.
El 1920 va prendre part en els Jocs Olímpics d'Anvers, on disputà la prova dels 3.000 metres per equips del programa d'atletisme. En ella guanyà la medalla d'or.

## Millors marques
- 1.500 metres. 4' 07.6" (1919)
- Milla. 4' 13.3" (1917)[1][2]